# Comuna de Kaczory
Kaczory (polaco: Gmina Kaczory) é uma gminy (comuna) na Polónia, na voivodia de Grande Polónia e no condado de Piła. A sede do condado é a cidade de Kaczory.
De acordo com os censos de 2007, a comuna tem 7571 habitantes, com uma densidade 49,9 hab/km².

## Área
Estende-se por uma área de 150,01 km², incluindo:
- área agricola: 48%
- área florestal: 42%

## Demografia
Dados de 30 de Junho 2004:
|                      | Total   | Total | Mulheres | Mulheres | Homens  | Homens |
| -------------------- | ------- | ----- | -------- | -------- | ------- | ------ |
|                      | pessoas | %     | pessoas  | %        | pessoas | %      |
| População            | 7483    | 100   | 3746     | 50,1     | 3737    | 49,9   |
| Densidade (pop./km²) | 49,9    | 100   | 25       | 25       | 24,9    | 24,9   |

De acordo com dados de 2002, o rendimento médio per capita ascendia a 1481,12 zł.

## Subdivisões
- Brodna, Dziembowo, Dziembówko, Jeziorki, Kaczory, Krzewina, Morzewo, Prawomyśl, Równopole, Rzadkowo, Śmiłowo, Zelgniewo.

## Comunas vizinhas
- Chodzież, Krajenka, Miasteczko Krajeńskie, Piła, Ujście, Wysoka